# Tannerre-en-Puisaye
Tannerre-en-Puisaye – miejscowość i gmina we Francji, w regionie Burgundia-Franche-Comté, w departamencie Yonne.
Według danych na rok 1990 gminę zamieszkiwało 256 osób, a gęstość zaludnienia wynosiła 9 osób/km² (wśród 2044 gmin Burgundii Tannerre-en-Puisaye plasuje się na 657. miejscu pod względem liczby ludności, natomiast pod względem powierzchni na miejscu 207.).